# Jacqueline Binfa
Jacqueline Binfa Contreras (Santiago, 12 de marzo de 1946-detenida desaparecida, 27 de agosto de 1974) fue una estudiante chilena de Trabajo Social de la Universidad de Chile, militante del Movimiento de Izquierda Revolucionaria (MIR) y detenida desaparecida durante la dictadura militar en Chile.

## Desaparición
Hija de Aldo Binfa y de dona Julia Contreras, tenía un hermano menor. Estudio la enseñanza primaria en el Colegio San Gabriel, luego terminó la enseñanza media en un liceo. Estudió Trabajo social en la Universidad de Chile, en paralelo realizaba labores de trabajo comunitario en poblaciones de Santiago. Era militante del Movimiento de Izquierda Revolucionaria. Tenía 28 años al momento de su detención.
Detenida el día 27 de agosto de 1974, en el centro de Santiago por un comando de agentes de la DINA comandados por el agente Osvaldo Romo. Fue trasladada al centro de detención de Casa de José Domingo Cañas N.º 1367. Además una ex presa política recuerda haber compartido reclusión con ella en al centro de detención de Cuatro Álamos.
La madre de Jacqueline, falleció en 1982, víctima de cáncer, sin que pudiera saber nunca ninguna información acerca del paradero de su hija. La madre murió sin haber obtenido nunca ayuda, de los responsables del desaparecimiento de su hija. Los cuales ella podría haber atendido, dado que toda su actividad laboral como enfermera la realizó en el Hospital Militar de Santiago.

## La búsqueda de verdad y justicia

### Primeras acciones judiciales
Unos días después de su detención, el 20 de diciembre de 1974, se interpuso ante la Corte de Apelaciones de Santiago el recurso de amparo rol 2630- 74 en favor de Jacqueline Binfa. Pero esta solicitud no tuvo acogida. El recurso de amparo fue rechazado con fecha 19 de marzo de 1975. Se interpuso una querella criminal por presunta desgracia ante el 11.º Juzgado del Crimen, pero finalmente el juez del Crimen decretó el sobreseimiento de la causa el 5 de marzo de 1976.

### El Caso de los 119
Jacqueline Binfa fue parte del listado de la Operación Colombo, o el caso de los 119 chilenos que fueron acusados de haberse eliminados entre ellos. Esta fue una acción comunicacional de la DINA, donde se dio a conocer en la revista argentina "LEA" y en el periódico brasileño "O'DIA", una lista de 119 ciudadanos chilenos. Las investigaciones judiciales originadas a raíz de esa nómina, permitieron concluir que se trataba de publicaciones que imprimieron un solo número, sin editor responsable y cuyas direcciones resultaron falsas. Los 119 nombres corresponden a personas detenidas por los servicios de seguridad y en particular por la DINA y que se encontraban desaparecidas.

### Informe Rettig
Familiares de Jacqueline Binfa presentaron su testimonio ante la Comisión Rettig, Comisión de Verdad que tuvo la misión de calificar casos de detenidos desaparecidos y ejecutados durante la dictadura. Sobre el caso de Alfonso, el Informe Rettig señaló que:

“El 27 de agosto de 1974 fue detenida en el centro de Santiago por agentes de la DINA la militante del MIR Jacqueline del Carmen BINFA CONTRERAS.  
La detenida fue vista por testigos en el recinto de José Domingo Cañas y, por última vez, en Cuatro Álamos.
La Comisión está convencida de que su desaparición fue obra de agentes del Estado, quienes violaron así sus derechos humanos”.

### Proceso judicial
Luego de años de ausencia de justicia, se investigó la desaparición de Jacqueline. La investigación la realizó el ministro en Visita de la Corte de Apelaciones de Santiago, Alejandro Solis. Este dictó condena contra los miembros de la DINA responsables de la desaparición de Jacqueline. El ministro dictó sentencia de primera instancia el 11 de mayo de 2007, en esta sentencia fueron condenados el exdirector de la DINA, general (R) Manuel Contreras, a 15 años de cárcel. Además fueron condenados los exagentes de la DINA: Marcelo Moren Brito, Osvaldo Romo, César Manríquez Bravo, Ciro Torré Sáez y Miguel Krassnoff, todos condenados a la pena de 10 años y 1 día de prisión. En el proceso fueron absueltos los exagentes de la DINA, Basclay Zapata y Orlando Manzo Durán. El 8 de junio de 2008, la Corte de Apelaciones de Santiago dictó sentencia en segunda instancia en el caso de Jacqueline. La Corte ratificó las condenas, sin modificarlas, que fueron dictadas en primera instancia por el ministro Alejandro Solis. Por lo que el exdirector de la DINA, general (R) Manuel Contreras, deberá cumplir una condena de 15 años de cárcel, los exagentes de la DINA: Marcelo Moren Brito, César Manríquez Bravo, Ciro Torré Sáez y Miguel Krassnoff, deberán cumplir condenas de 10 años y 1 día de prisión. El exagente Osvaldo Romo, fue sobreseído, por su fallecimiento.
La Corte Suprema dictó sentencia definitiva el 22 de enero de 2009, la Sala Penal acogió el recurso de casación presentado por la defensa de los exagentes de la DINA. Los ministros Nibaldo Segura, Rubén Ballesteros y Julio Torres fueron partidarios de acoger el recurso de casación presentado en contra de la sentencias de primera y segunda instancia y aplicar el principio de la prescripción de la acción penal. En tanto, los ministros Jaime Rodríguez y Hugo Dolmestch fueron partidarios de rechazar los recursos de casación presentados y confirmar la sentencia. Se consideró que los hechos estaban prescritos. Por lo que no se consideró la jurisprudencia previa en casos de derechos humanos, por ejemplo el caso Miguel Ángel Sandoval, que declara que en estos crímenes de lesa humanidad, no se puede aplicar ni la amnistía ni la prescripción del delito. Por lo que los exagentes de la DINA condenados: Manuel Contreras, Marcelo Moren Brito, César Manríquez Bravo, Ciro Torré Sáez y Miguel Krassnoff, fueron absueltos por la Corte Suprema.

## Memoria
En la Casa de José Domingo Cañas N.º 1367 en la comuna de Ñuñoa, existe un memorial donde se recuerda a los expresos políticos que estuvieron en ese recinto de detención, entre los que se encuentra Jaqueline.